# Inselkirche Juist

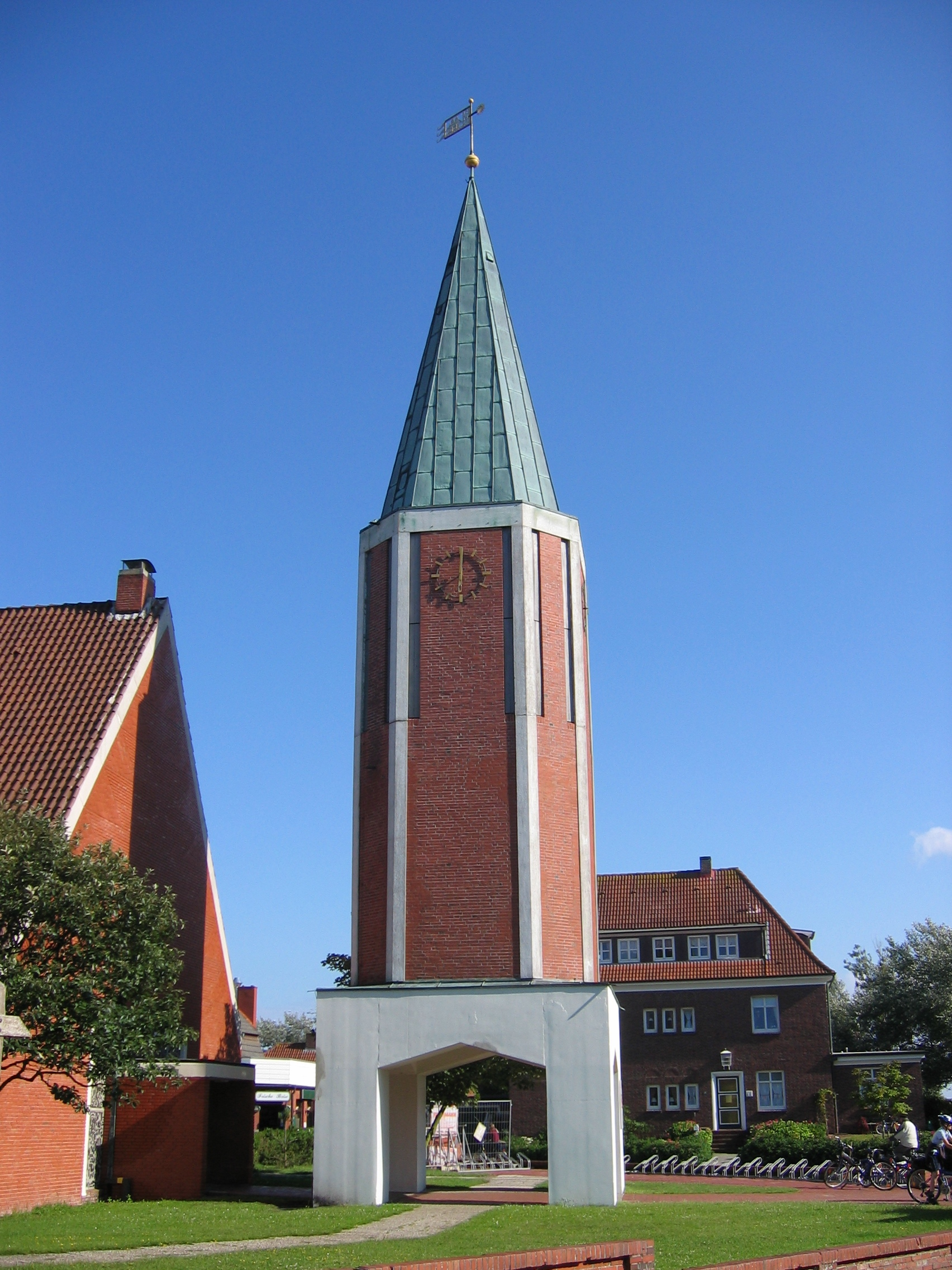
Der Campanile wird von den Einwohnern liebevoll „Rakete“ genannt

Die Inselkirche ist das Gotteshaus für die evangelisch-lutherische Kirchengemeinde auf Juist. Die Juister Inselkirche blickt auf eine sehr wechselvolle Geschichte mit mehrfachen Zerstörungen durch Sturmfluten zurück.

## Geschichte

### Erste Inselkirche 1400–1651
Die erste bekannte Inselkirche – zugleich auch die bis heute größte – wurde um 1400 gebaut. Ihr 57 m hoher Turm diente auch als Seezeichen, der Chorraum war höher als das Kirchenschiff. Sie stand nördlich des heutigen Hammersees. Als 1651 die Petriflut einbrach und die Insel durch das Hammergatt in annähernd gleich große Hälften teilte, wurde die Kirche schwer beschädigt. 1657 war sie so baufällig geworden, dass jederzeit ein Einstürzen des Turmes befürchtet wurde. Das Pfarrhaus neben der Kirche musste bereits abgebrochen und weiter südöstlich wieder aufgebaut werden. Der Kirchturm stürzte schließlich 1660 ein.

### Zweite Inselkirche 1651–1715
Noch im gleichen Jahr wurde aus dem übrigen Baumaterial der Ruine die zweite, weitaus bescheidenere Kirche ohne Turm gebaut. Sie maß 11 × 5,70 m und wurde auf der anderen Seite des Durchbruchs, am nordwestlichen Rand des Ostlandes errichtet. Diese Stelle war durch höhere Dünen geschützt. Nach wenigen Jahrzehnten wurden auch diese aber mehr und mehr durch die Fluten abgefressen. 1687 sahen sich die Insulaner, deren Häuser in der Nähe der Kirche lagen, gezwungen, diese abzubrechen und weiter südöstlich wieder aufzubauen. In der Nacht vom 4. auf den 5. März 1715 wurde sie durch die Fastnachtssturmflut so stark beschädigt, dass sie nicht mehr zu nutzen war.

### Dritte und vierte Inselkirche 1715–1779
In der Folge entstanden auf der immer noch geteilten Insel zwei Dörfer: Billdorf im westlichen und Loogdorf im östlichen Teil von Juist. Beide erhielten wegen der Länge der Insel auf fürstlichen Befehl und nach einem Vorschlag des Amtsverwalters in Norden je ein eigenes bescheidenes Kirchengebäude. Diese glichen sich sogar in ihren Dimensionen; ihre Grundfläche betrug etwa 10 × 7 m und sie hatten keinen Turm. Da die kleine Gemeinde nicht imstande war, den Kirchbau selber zu bestreiten, wurde hierfür eine allgemeine Sammlung im Fürstentum Ostfriesland veranstaltet. Die Hauptkirche war diejenige im westlichen Billdorf. 1717, nur zwei Jahre später, zerstörte die Weihnachtsflut neun der 18 Häuser im Billdorf sowie die dortige Kirche.  Der Rest der Häuser wurde schwer beschädigt. 28 Menschen ertranken. Die Kirche im Loog blieb unversehrt. Billdorf wurde anschließend nicht wieder aufgebaut. Die Ruine der Kirche stand unbenutzt noch bis 1731. Die Überlebenden zogen in das Loogdorf, wo sie 1742 einen neuen Friedhof errichteten. Bis zu diesem Zeitpunkt waren bereits vier Gotteshäuser errichtet und drei vernichtet worden. Der wirtschaftliche Wohlstand der Insulaner war mehr und mehr gesunken. Die Haupterwerbszweige Land- und Viehwirtschaft wurden dadurch eingeschränkt, dass fruchtbares Acker- und Wiesenland durch Hochwasser und Sandwehen verloren ging. Der Viehbestand musste immer mehr verringert werden. 1749 bewohnten 327 Einwohner, die sich auf 47 Häuser verteilten, die Insel. Die meisten Männer fuhren nun zur See und verdienten auf Handels- oder Walfangschiffen ihren Unterhalt. In den folgenden Jahren wanderte das Dorf weiter nach Osten, dadurch dass die Bewohner nach und nach ihre Häuser abbrachen und weiter östlich wieder aufbauten. Circa 1770 bis 1780 hatten die meisten Insulaner sich in dem neuen Hauptdorf angesiedelt.

### Fünfte Inselkirche 1780–1963

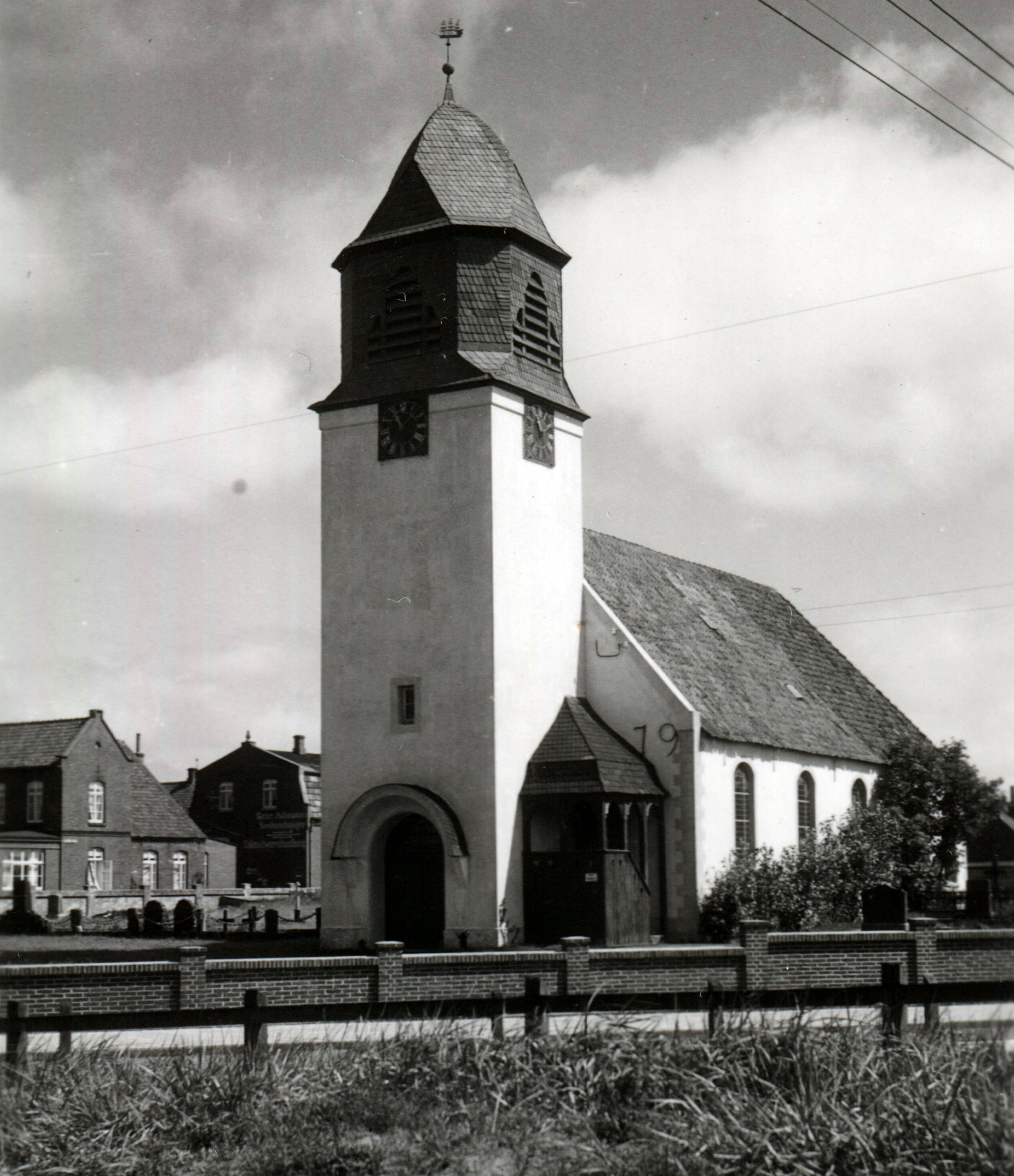
Fünfte Inselkirche 1934

Nachdem die Loog-Kirche zu klein geworden war, richtete der damalige Pastor Gerhard Otto Christoph Janus einen Genehmigungsantrag für den Bau einer neuen Kirche an den Landesherrn Friedrich den Großen. Jener wurde am 17. April 1779 genehmigt. Im September desselben Jahres konnte mit dem Bau der Kirche am Friedhof begonnen werden. Dazu wurde ein kleiner Glockengalgen gebaut. Der Kanzelaltar von 1732 wurde aus der Loog-Kirche übertragen; die Einweihung der Kirche geschah am 25. Dezember 1779. Nach dem Frieden von Tilsit 1807 kam Ostfriesland und damit Juist zum französischen Königreich Holland. Am 11. November 1811 erhielt Juist holländische Besatzungstruppen unter Führung französischer Offiziere. Sie ließen die Kirche zur Festung ausbauen. In die Mauern wurden Schießscharten für die Mündungen kleiner Feldgeschütze gebrochen. Um die Kirche herum wurden Palisaden eingerammt. Das Pfarrhaus diente als Unterkunft für die Soldaten. Zwei Jahre später brannte das Pfarrhaus infolge einer Unachtsamkeit der Soldaten aus. Erst 1816 endete die Besatzungszeit, die Truppen verließen die Insel. Im September 1818 wurde die Kirche für ihre eigentliche Bestimmung wieder hergerichtet. Als mit dem ersten großen Anstieg der Anzahl der Kurgäste im Jahre 1898 eine Osterweiterung nötig wurde, baute man dazu einen Dachreiter am Westgiebel, der für die Glocke von 1814 Platz bot. In den Jahren 1905 bis 1906 wurde die Balkendecke durch eine in den Dachraum hinaufgezogene Decke ersetzt und der Altar von der Kanzel getrennt, die weiter nördlich auf einen Unterbau gestellt wurde. 1908 wurde ein Turm gebaut und im gleichen Jahr zwei Glocken gestiftet, die am 4. Juli von Franz Schilling (Apolda) gegossen wurden und zusammen mit der bereits vorhandenen Glocke in die Glockenstube gehängt wurden. Im Jahre 1917 mussten die alte und die große Glocke zu „Kriegszwecken“ abgeliefert werden. Daraufhin wurde erst 1926 die Kriegergedächtnisglocke gegossen, aber auch sie musste 1942 zerstört werden. 1925 wurde eine erste Orgel eingebaut. 1954 bis 1955 wurde das Fundament gesichert und die Außenfassade verblendet, um besser vor der Witterung geschützt zu sein. 1957 erfolgte dann ein neuer Innenputz und die heutige Ausmalung einschließlich Altar, Kanzel, Orgel und Gestühl. Hierbei wurden die alten Schießscharten im Mauerwerk aus der holländischen Besatzung (1811–1816) entdeckt.

### Sechste Inselkirche seit 1964

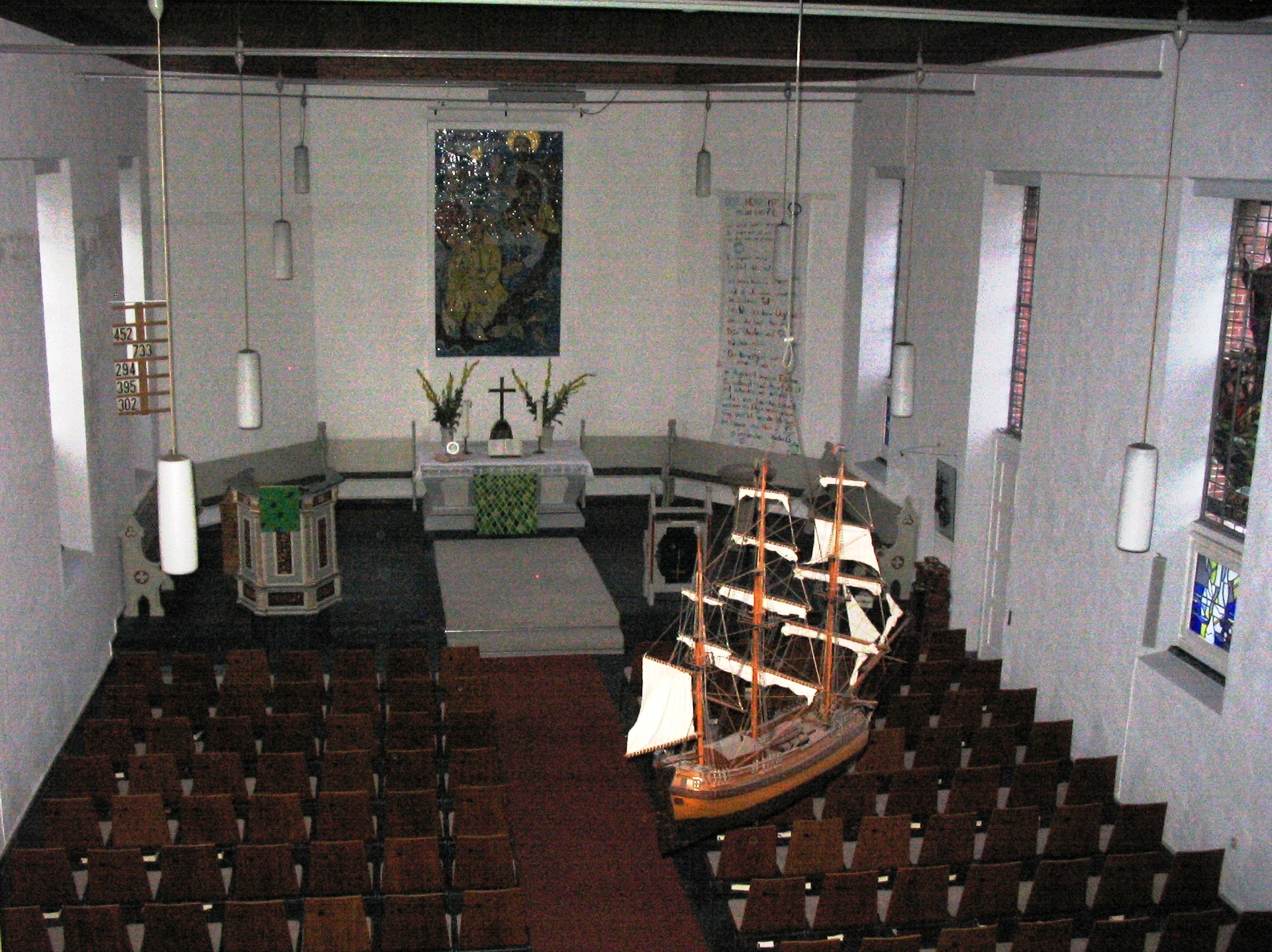
Innenraum der Kirche mit Blick von der Empore in Richtung Altar. Im Vordergrund rechts ein historisches Schiffsmodell, das an der Decke aufgehängt ist.

Im Dorfkern wurde 1964 die sechste Inselkirche an der Stelle erbaut, wo die fünfte Inselkirche 1962 fast vollständig abgerissen wurde. (Zählt man die 1911 erbaute katholische Kirche mit, handelt es sich um den siebten Kirchenbau auf Juist.) Da man zu dieser Zeit die Gesichtspunkte des Denkmalschutzes nicht berücksichtigte, wurde die mehr als 200 Jahre alte Kirche mitsamt ihrer vielseitigen Geschichte komplett abgetragen. Gottesdienste fanden ab November 1963 bis Juli 1964 während der Bauzeit in der Kurhalle statt. Auch der alte Kirchturm musste der Erweiterung der Kirche weichen. Bilder der alten Kirche und ihres Abrisses finden sich heute noch im Inselmuseum im Loog. Lediglich einige Einrichtungsgegenstände aus den Vorgängerkirchen fanden im Neubau wieder Verwendung: Kanzel und Kanzelaltar (1732), Abendmahlsbild (1749), Taufstein (1893), Kirchenfenster (1931), die drei Glocken (1958/59) und das Altarbild (1959–61). Die große Orgel verfügt über 15 Register (1968) und stammt wie die kleine Truhenorgel (drei Register) von der Orgelwerkstatt Alfred Führer. Der im Geschmack der Zeit aus Beton und Ziegeln errichtete freistehende Kirchturm in Form einer Bleistiftspitze auf einem quaderförmigen Sockel mit vier Ständern ist 22,5 m hoch. Die ersten Gottesdienste in der neuen Kirche fanden am 12. Juli 1964 statt.

## Ausstattung
Die Gestaltung des Kircheninneren geschah im Zusammenwirken des Architekten Karl-Heinz Girullat mit dem Kunstlehrer der Inselschule Herbert Gentzsch (1909–1989). Das Mosaik Petri Fischzug über dem Altar wurde von Gentzsch zusammen mit älteren Schülern der Inselschule in mehrjähriger Arbeit geschaffen. Die Buntglasumrahmung des Eingangsportals gestaltete Heinz Lilienthal.
Die Fenster der Seitenwände wurden von Andrea Schruck-Matthiolius geschaffen und bilden eine Serie mit Wassermotiven der Bibel. An der Nordseite sind die Szenen dem Alten Testament entnommen (Schöpfung, Arche, Mirjams Tanz am Schilfmeer, Jona).  An der Südseite stellen die Fenster Szenen aus dem Neuen Testament dar (Taufe Jesu, Hochzeit zu Kana, Jesus als Quelle des Lebens, Ströme des Lebens aus Offb 22).
Seit 2010 steht eine Pietà des Juister Künstlers und Architekten Dieter Rother (1943–2016) in der Kirche.
Neben den beiden Orgeln (s. u.) stehen für Konzerte in der Kirche ein Cembalo von Reinhard Steller (1984, Hamburg nach einem Zuckermannbausatz) und ein Klavier zur Verfügung.

## Glocken

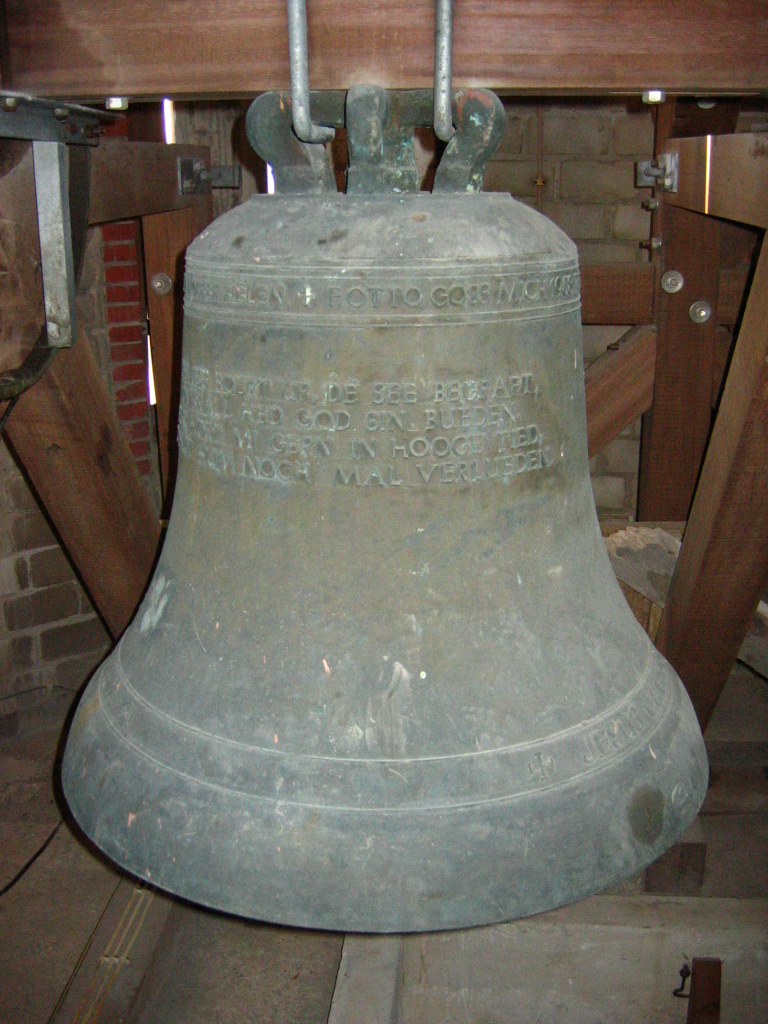
Die Dominica hängt im unteren Gefach des hölzernen Glockenstuhles

Nach den Plünderungen des Zweiten Weltkriegs verblieb nur noch eine Glocke von 1908 auf dem Kirchturm der Inselkirche. Als der Glockengießer Karl Otto aus Bremen-Hemelingen den Auftrag bekam, drei neue Glocken zu gießen, schmolz er die alte Glocke für das neue Geläut ein. In den Jahren 1958/59 wurde das heutige Geläut ebenda gegossen; es ist auf das der benachbarten katholischen Kirche abgestimmt.

### 1. Dominica (Herren- oder Sonntagsglocke)
- Schlagton: a1
- Masse: 500 kg
- Durchmesser: 900 mm
- Inschriften: F. Otto goss mich 1958 für meine beiden Vorgängerinnen, die 1917 und 1942 dem Krieg zum Opfer fielen.
 DE SEE BOERT UP, DE SEE BEGRAFT, OVERALL HED GOD SIN BUEDEN.
 ELK HOERT MI GERN IN HOGE TIED. K'MUT HUM NOCHMAL VERLUEDEN.
 Jesus Christus gestern und heute und derselbe auch in Ewigkeit.
- Symbol: Christusmonogramm

Die Dominica erklingt solistisch 10 Minuten vor Trauerfeiern in der Kirche.

### 2. Sterbeglocke
- Schlagton: c2
- Masse: 280 kg
- Durchmesser: 750 mm
- Inschriften: W. Girardet stiftete mich, Franz Schiling goss mich 1909, F. Otto goss mich um 1959.
 VATER NIMM IN DEINE HAND FRIESISCH HERZ UND FRIESISCH GUT.
 Jesus Christus hat dem Tode die Macht genommen.
- Symbol: Aufgerichtetes Kreuz in offenem Grab

Die Sterbeglocke läutet gemeinsam mit der Betglocke vor den Wochenschlussgottesdiensten, freitags um 19:25 Uhr.

### 3. Betglocke
- Schlagton: d2
- Masse: 200 kg
- Durchmesser: 670 mm
- Inschrift: F. Otto goss mich 1958.
 Freuet euch in dem Herrn allewege.
- Symbole: Kreuz auf dem Wasser (= Taufglocke), Kreuz zwischen zwei Trauringen (= Trauglocke)

Die Betglocke mahnt dreimal täglich ans Gebet um 8.00 Uhr, 12.00 Uhr und 18.00 Uhr und läutet zum Familien-/Kindergottesdienst am Donnerstag um 17.50 Uhr. Auch vor Andachten wird sie für etwa fünf Minuten geläutet. Zusammen mit der Sterbeglocke lädt sie zu den Wochenschlussgottesdiensten ein.
Alle drei Glocken läuten – anstelle der Betglocke – jeden Samstagabend um 18.00 Uhr den Sonntag ein (Vesperläuten). Am Sonntagmorgen rufen sie von 9.50 Uhr bis 10.00 Uhr zum Hauptgottesdienst.
Die Glocken der Juister Inselkirche gehören zu einer Reihe von OTTO-Glocken auf den ostfriesischen Inseln wie Baltrum, Borkum, Juist, Norderney und Wangerooge.

## Orgel

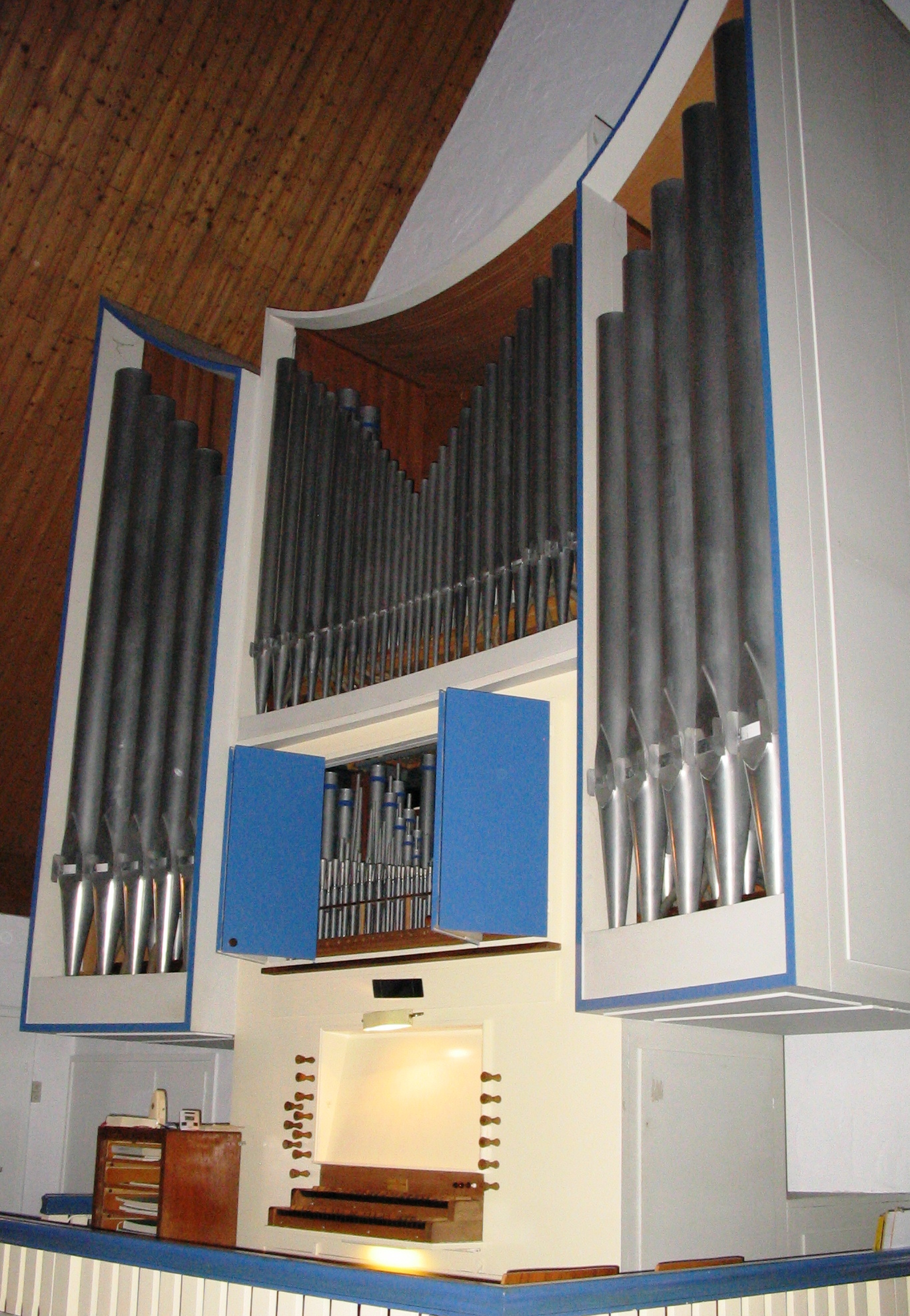
Führer-Orgel auf der Empore

Die Orgel der Inselkirche wurde 1968 von der Firma Alfred Führer erbaut, 1998 restauriert und um zwei Register vergrößert und schließlich 2016 von der Orgelbaufirma Wurm, Wilhelmshaven, noch einmal grundlegend überarbeitet, reguliert und neu intoniert.  Sie hat 15 Register auf zwei Manualen und Pedal mit mechanischer Spiel- und Registertraktur mit Schleifladen. Das Schwellwerk steht hinter von Hand zu bedienenden Falttüren.
Von 1969 bis 1973 war Hans Uwe Hielscher Kirchenmusiker der Gemeinde.  Kantor (und zugleich Diakon) von 1973 bis 2013 war Carl Haxsen. Seit 1. April 2014 ist Stephan Reiß der Inselkantor.
| I Hauptwerk |                 |    |            |
| 4.          | Prinzipal       | 8′ | [ Anm. 1 ] |
| 5.          | Rohrflöte       | 8′ |            |
| 6.          | Prinzipal       | 4′ |            |
| 7.          | Gedacktflöte    | 4′ |            |
| 8.          | Oktav           | 2′ |            |
| 9.          | Sesquialtera II |    |            |
| 10.         | Mixtur III      |    |            |

| II Brustwerk (Türschweller) |            |       |
| 11.                         | Gedackt    | 8′    |
| 12.                         | Hohlflöte  | 4′    |
| 13.                         | Spitzflöte | 2′    |
| 14.                         | Quinte     | 1 ⁄3′ |
| 15.                         | Regal      | 8′    |
| 16.                         | Tremulant  |       |

| Pedal |          |     |            |
| 1.    | Subbaß   | 16′ |            |
| 2.    | Gemshorn | 8′  | [ Anm. 3 ] |
| 3.    | Trompete | 8′  |            |

- Koppeln: II/I, I/P, II/P

Anmerkungen
1. ↑  seit 1998
2. ↑  seit 2016, davor Sifflöte 1′
3. ↑  seit 1998, davor Rauschpfeife III

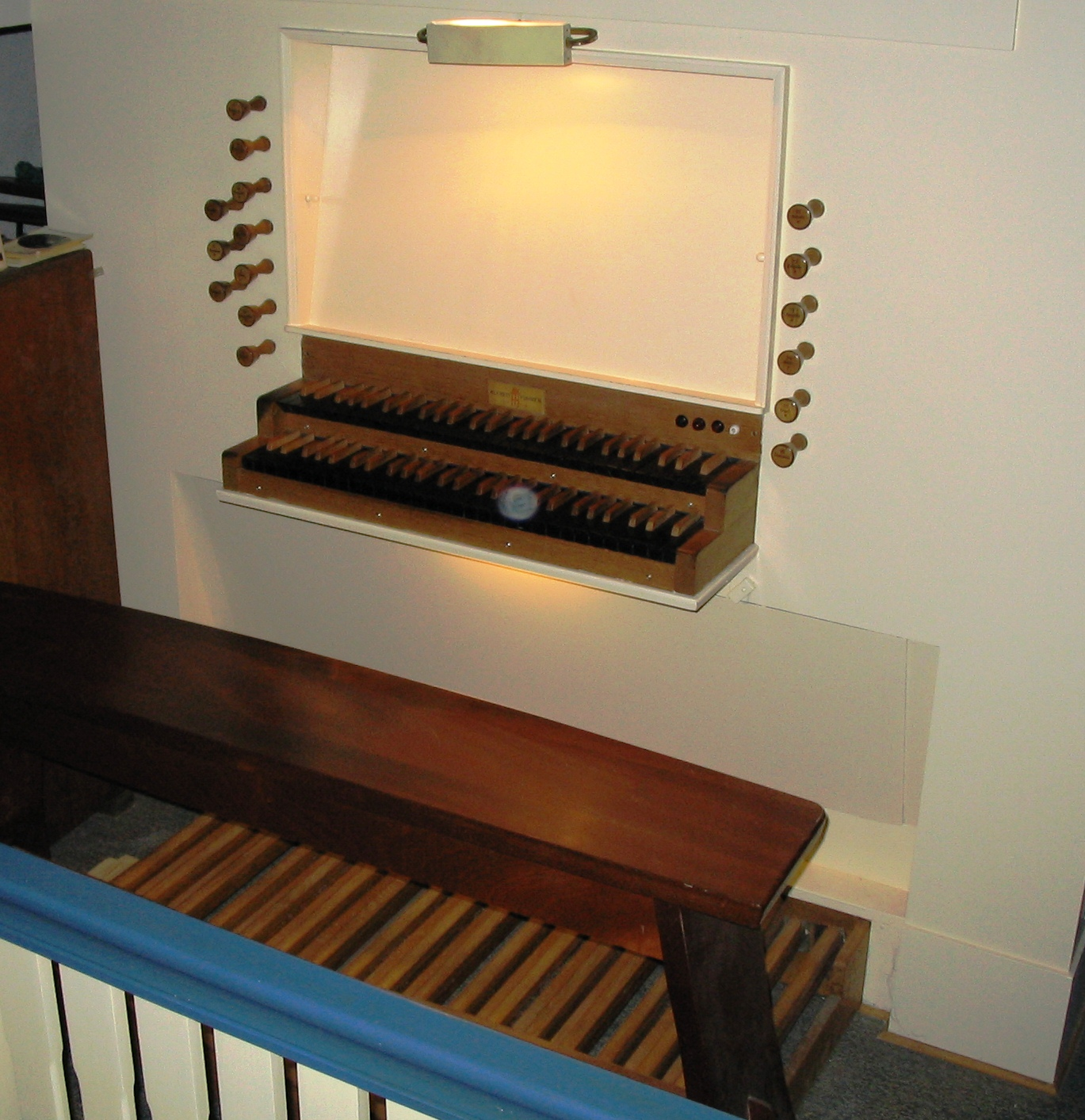
Spieltisch der Führer-Orgel

Vor dem Altarraum steht als weiteres Instrument eine transponierbare Truhenorgel (415 Hz / 440 Hz) mit drei Registern (zum Teil geteilte Schleifen), ebenfalls von der Firma Alfred Führer, erbaut im Jahre 2004.
In der Vorgängerkirche (Fünfte Inselkirche) stand ab 1925 ein Instrument, das verändert in Hatshausen wiederverwendet wurde.